# Gusztáv beleszól
A Gusztáv beleszól a Gusztáv című rajzfilmsorozat második évadának tizenegyedik epizódja.

## Rövid tartalom
Gusztáv minden eszközt megragad, hogy megtanítsa helyesen énekelni a hamisan éneklőt.

## Alkotók
- Írta és rendezte: Jankovics Marcell
- Zenéjét szerezte: Pethő Zsolt
- Operatőr: Neményi Mária
- Hangmérnök: Horváth Domonkos
- Vágó: Czipauer János
- Tervezte: Ternovszky Béla
- Háttér: Szálas Gabriella
- Rajzolták: Kálmán Katalin, Marsovszky Emőke
- Színes technika: Dobrányi Géza, Kun Irén
- Gyártásvezető: Kunz Román

Készítette a Pannónia Filmstúdió.